# Марио Ригамонти (стадион)
Стадион «Марио Ригамонти» (итал. Stadio Mario Rigamonti) — футбольный стадион в городе Брешиа, Италия. Является домашним стадионом ФК «Брешиа». Он был построен в 1959 году.

## История
В 1950-х годах муниципалитет города принял решение о строительства нового стадиона, который смог бы заменить устаревший «Стадиум ди Виале Пьяве». В 1956 году начались работы по расширению имеющегося стадиона, построенного в 1928 году, которая закончилась 3 года спустя в 1959 году. Первые игры на новом стадионе «Брешиа» провела в сезоне 1959/60. Стадион был назван в честь знаменитого игрока «Брешиа» Марио Ригамонти, который умер в 1949 году.
Для соответствия новым требования, которые были введены перед сезоном 2010/11 стадион был реконструирован и его вместимость сейчас составляет 16 308 мест.

## События
8 июля 1997 года на стадионе прошел концерт знаменитого британского певца Дэвида Боуи.